# Şükrü
Şükrü ist ein türkischer männlicher Vorname arabischer Herkunft. Außerhalb des türkischen Sprachraums kann vereinzelt die Form Sükrü auftreten.

## Namensträger

### Osmanische Zeit
- Mehmed Şükrü Pascha (1856–1916), osmanischer General

### Vorname
- Ömer Şükrü Asan (* 1961), türkischer Volkskundler, Fotograf und Autor
- Şükrü Birand (1944–2019), türkischer Fußballspieler
- Şükrü Ersoy (* 1931), türkischer Fußballspieler
- Şükrü Sina Gürel (* 1950), türkischer Akademiker und Politiker
- Şükrü Kanatlı (1893–1954), türkischer General
- Şükrü Kaya (1883–1959), osmanischer Beamter und türkischer Politiker
- Sükrü Pehlivan (* 1972), deutscher Fernsehmoderator
- Şükrü Saracoğlu (1887–1953), türkischer Politiker
- Mehmet Şükrü Sekban (1881–1960), kurdisch-türkischer Gelehrter und Politiker
- Şükrü Tetik (* 1957), türkischer Fußballspieler

## Weiteres
- Şükrü-Saracoğlu-Stadion, Fußballstadion in Istanbul